# Yves Bonnefoy
Yves Bonnefoy (24. června 1923 v Tours – 1. července 2016) byl francouzský básník a esejista, jeden z nejvýznamnějších francouzských poválečných tvůrců.

## Životopis a dílo
Narozen v rodině montéra a učitelky, od mládí se cítil přitahován literaturou a matematikou. Z matematiky maturoval na Descartesově lyceu v Tours, vykonal zkoušky na universitu v Poitiers a hodlal pokračovat v jejím studiu v Paříži, ale nakonec zvítězila poezie. Už jeho první sbírka vyvolala mimořádnou pozornost, které se jeho dílo těší dodnes. Láska k matematice se u něj projevuje v schopnosti přesné analýzy a formulaci problémů. V Paříži se stýkal a spřátelil s mnoha básníky a malíři, hojně četl filosofické knihy. Po válce cestoval do zámoří a po Evropě, například do Itálie, jejíž renesanční umění na něj mělo zásadní vliv: poznal, že „vrcholné umění dokáže sevřít, ‚ztělesnit‘ (inkarnovat) i konečnost existence, onu ‚přítomnost‘, z níž se rozevírá znovu výhled na jednotu bytí“ (Jiří Pelán, 2004). V roce 1967 byl u založení časopisu L'éphemère. Učil na několika evropských a amerických universitách; v roce 1981 se stal profesorem komparativního studia poezie na Collège de France. V roce 1995 dostal cenu Prix mondial Cino Del Duca a v roce 2007 Cenu Franze Kafky. Kromě básnických sbírek píše i prózu a patří i k předním francouzským esejistům. Ve svém eseji „Století, jež obětovalo slovo“ se vyjádřil ke známému výroku Theodora Adorna „Po Osvětimi už nelze psát básně.“ takto: „Rezignovat na poezii po zkušenosti s vyhlazovacími tábory by znamenalo dovést do konce jejich záměr.“ V roce 2005 byl hostem 15. ročníku Festivalu spisovatelů Praha.

## Básnické sbírky
- Du mouvement et de l'immobilité de Douve (1953), česky O pohybu a nehybnosti Jámy (Torst 1996, Cena Josefa Jungmanna pro překladatele Jiřího Pelána)
- Anti-Platon (1953)
- Hier régnant désert (1958), Včera za vlády pouště
- Pierre écrite (1965), Psaný kámen
- Dans le leurre du seuil (1975), V nástraze prahu
- Ce qui fut sans lumière (1987), Co bylo beze světla
- Début et fin de la neige (1991), Počátek a konec sněhu
- La vie errante (1993), Bloudící život
- Les Planches Courbes (2001), česky Oblá prkna, (Opus 2007)

## Prózy
- L'Arrière-Pays (l972), Vnitrozemí
- Rue Traversière (l977), Příčná ulice

## Eseje (výběr)
- Peintures murales de la France gothique (1954), Nástěnné malířství francouzské gotiky
- L'Improbable (1959)
- Arthur Rimbaud (1961)
- Alberto Giacometti, Biographie d'une œuvre (1991)
- Dessin, couleur, lumière (1995)
- Shakespeare & the French Poet (2004)

Český výběr z esejů vyšel v překladu Jiřího Pelána a Václava Jamka pod názvem Eseje (Opus, 2007)